# Ури
У́ри (нем. Uri) — немецкоязычный кантон на юге центральной части Швейцарии. Административный центр — город Альтдорф. Население — 35 693 человека (25-е место среди кантонов; данные 2012 г.).

## География
Площадь — 1076,4 км² (11-е место среди кантонов).

## История
Первоначально Ури входил в состав Тургау и был населен ретами, потом германизирован племенем алеманнов. Христианство распространилось в Ури рано, вероятно около IV века н. э. В 732 году н. э. впервые встречается название Ури, по поводу ссылки туда одного аббата. В 853 году Людовик Немецкий подарил «маленькую страну Ури, с церквами, домами и другими строениями, а также с крепостными людьми обоих полов, с лесами, лугами и пастбищами», цюрихскому монастырю святого Феликса.
Таким образом, Ури было выделено из Тургау как самостоятельное владение; но, вероятно, название Ури не покрывало тогда всей территории, известной ныне под этим именем, так как некоторые её части находились во владении других монастырей и нескольких светских владетелей (самые богатые — Аттингаузены). Крестьяне находились в крепостной зависимости от них, но рядом существовало и свободное население; да и крепостная зависимость в Ури была слабее, чем в других частях Священной Римской империи; рядом с юрисдикцией местных владетелей существовала имперская, которая отправлялась дважды в год в Альтдорфе (старинной столице Ури, несомненно существовавшей уже в XII веке) имперским фогтом, и с течением времени последняя взяла верх над первой. Должность фохтов занимали сперва Ленцбурги, потом Церингены.
В середине XIII века император Фридрих II назначил фогтом Рудольфа Габсбурга (Старшего, † 1232). Последний, бывший крупным землевладельцем в Ури и соседних кантонах, стремился укрепить свою власть и вызвал недовольство в Ури. Жители долины Ури добились того, что в 1231 году регент Генрих, замещавший отсутствовавшего Фридриха II, откупил их из зависимости от Габсбурга и обещал им не отделять их от империи. Таким образом, Ури стало имперской землей, повиновавшейся имперским наместникам, но управлявшейся выборными ландамманами; власть местных сеньоров была значительно ограничена, большая часть жителей Ури стали лично свободными. Около этого времени торговля начала пользоваться дорогой через Сен-Готард — и это, вероятно, повлияло на решение Генриха, так как империи было важно иметь такое место под своим непосредственным наблюдением.
В 1274 году Рудольф Габсбургский подтвердил права Ури. В 1291 году, тотчас после того, как известие о его смерти проникло в долины Фирвальдштеттского озера, выбранные представители Ури, Нидвальдена и Швица торжественно заключили или возобновили союз, имевший целью охрану мира и спокойствия этих трех кантонов и совместную их защиту от нападений извне (первый союз между ними был заключен ещё в середине XII века, но о нём ничего неизвестно). Договор был составлен по-латыни, скреплен печатями кантонов и подписан ландамманами и другими лицами. Ури было родиной и местом подвигов легендарного Вильгельма Телля, приурочиваемых к 1307 году.
Несомненно, что глухая борьба между Ури и империей существовала во все время царствования Альбрехта Габсбургского (1298—1308). Генрих VII подтвердил вольности Ури в 1309 году. Вследствие столкновения Швица с Айнзидельнским монастырем Швиц, а вместе с ним и его союзники, Ури и Унтервальден, были отлучены от церкви и подвергнуты опале императором в 1311 году; опала была снята императором Людовиком Баварским в 1315 году. В 1315 году жители Ури приняли деятельное участие в битве при Моргартене, которая закрепила свободу Ури, как и других лесных кантонов. После неё в том же году представители трех кантонов, собравшись в Бруннене (в Швице), заменили прежний, хранившиеся в тайне договор 1291 года новым, открытым, составленным на немецком языке. Вслед за этим в 1316 году Людовик, благодарный кантонам за поражение австрийцев, подтвердил все их вольности.
В следующее десятилетие в Ури были выкуплены сеньориальные права и население Ури стало лично и политически свободным, самоуправляющимся народом, находящимся в союзе с Унтервальденом и Швицем. Зависимость его от империи была чисто призрачной.
С середины XVI века жители Ури делали частые набеги на Левентинскую долину (в Тичино), отделенную от них высотами Сен-Готарда и, наконец, завоевали её, в союзе с Унтервальденом в 1417 году; император утвердил завоевание. Это вовлекло Ури в длинный ряд войн с Миланом. Левентинская долина была потеряна в 1422 году, потом вновь завоевана Ури в 1441 году, которое сурово управляло ею, жестоко усмиряя нередкие восстания, до 1798 года.
Во время реформации Ури остался строго католическим.
Конституция Гельветической республики 1798 года, которой Ури подчинилось лишь после сопротивления, слила Ури со Швицем, Унтервалденом и Цугом в один Лесной кантон (Waldstätte). В 1799 году в Ури произошло восстание, которое было подавлено Сультом. В том же году Ури было театром войны между французами и австрийцами, потом русскими; война опустошила и разорила Ури, целые деревни были сожжены, поля истоптаны.
Акт посредничества 1803 года восстановил Ури как самостоятельный кантон, но лишил его власти над Левентинской долиной.
В 1832 году Ури вошел в состав Сарненского союза, распавшегося в 1833 году. В 1843 году издавна строго католический Ури примкнул к Зондербунду; его войска вторглись было в Тичино, но поражение Люцерна принудило Ури поспешно капитулировать в 1847 году.
До XIX века Ури сохранял характер местности чисто пастушеской. В XIX веке (в особенности после окончания строительства Сен-Готардской железной дороги в 1882 году) он сделался одним из излюбленных мест туристов, которые создали новую отрасль промышленности в Ури — содержание отелей.

## Административное деление
Кантон делится на 20 коммун:
- Альтдорф
- Андерматт
- Аттингхаузен
- Бауэн
- Бюрглен
- Вассен
- Гёшенен
- Гуртнеллен
- Зедорф
- Зелисберг
- Зизикон
- Зиленен
- Изенталь
- Реальп
- Унтершехен
- Флюэлен
- Хоспенталь
- Шатдорф
- Шпиринген
- Эрстфельд

## Экономика
Возделанные поля кантона Ури находятся в долине реки Рейс. Рельеф кантона холмистый, пастбища находятся у подножия гор. Так как местность очень гористая, большинство земель не подходит под возделывание. Большое значение имеет производство гидроэлектроэнергии. Также одной из важных отраслей экономики является лесное хозяйство. В Альтдорфе есть заводы, производящие кабель и резину. Важным источником дохода кантона является туризм. Отличная сеть дорог, которые ведут, в том числе, в труднодоступные горы, благоприятствует туризму.
Власти кантона проводят политику привлечения иностранных граждан, заинтересованных в получении вида на жительство на основании уплаты фиксированного (аккордного или паушального) налога.
В настоящее время кантон Ури предлагает едва ли не самые низкие пороги входа, необходимые для получения вида на жительство, а именно — CHF 150 000 в год.

## Достопримечательности
Горнолыжный курорт Андерматт.

## В литературе
Кантон Ури был хорошо знаком Достоевскому и дважды упоминается в его романах: пейзаж этого кантона вспоминает князь Мышкин, главный герой «Идиота», в доме Епанчиных; «гражданином кантона Ури» был Николай Ставрогин из романа «Бесы».